# Эвкалипт зелёный
Эвкали́пт зелёный (лат. Eucalyptus viridis) — вечнозелёное дерево, вид рода Эвкалипт (Eucalyptus) семейства Миртовые (Myrtaceae).

## Распространение и экология
В природе ареал охватывает юго-восток и юг Австралии — произрастает в сухих областях на западных склонах гор, где образует густые заросли на каменистых склонах и на суглинистых почвах.
Лучше растёт на рыхлых наносных почвах; на глинистых и шиферных склонах несколько отстает в росте, и становится кустообразным. Летние засухи, даже через некоторое время после пересадки, переносит хорошо.

## Ботаническое описание
Дерево высотой до 9 м, при диаметре ствола 8—10 см.
Кора грубая, несколько чешуевидная в нижней части ствола и гладкая в верхней.
Молодые листья супротивные, в количестве 3—4 пар, на коротких черешках, линейные или линейно-ланцетные, длиной 6—16 см, шириной 0,4—0,5 см, зелёные или несколько сизоватые. Взрослые — очерёдные, на черешках, линейно-ланцетные, нередко крючковатые, длиной 5—10 см, шириной 0,5—0,8 см, тёмно-зелёные, кожистые.
Зонтики пазушные, 4—10-цветковые, сидящие на почти цилиндрических ножках длиной 7—10 мм; бутоны на коротких цветоножках, булавовидные или почти цилиндрические, длиной около 7 мм, диаметром около 5 мм, с коническими крышечками, равными по длине трубке цветоложа.
Плоды на ножках, полушаровидные, длиной 4—6 мм и почти столько же в диаметре, с неясным диском и вдавленными створками.
На родине цветёт в ноябре — январе; на Черноморском побережье Кавказа — так же в ноябре — январе.

Эвкалипт зелёный
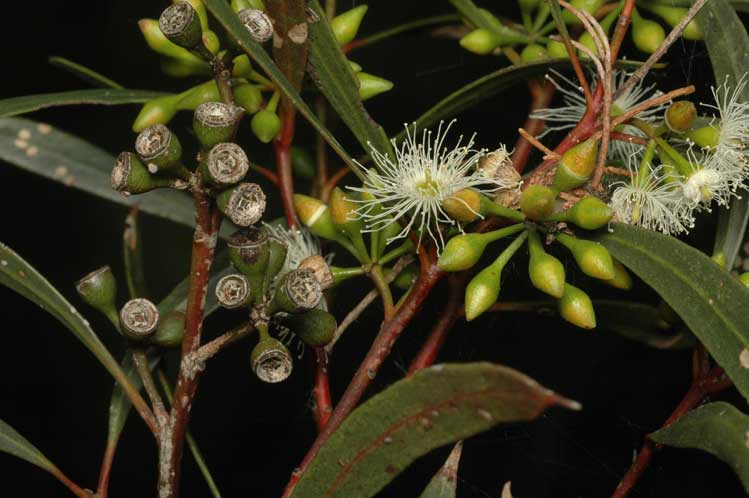
Цветки
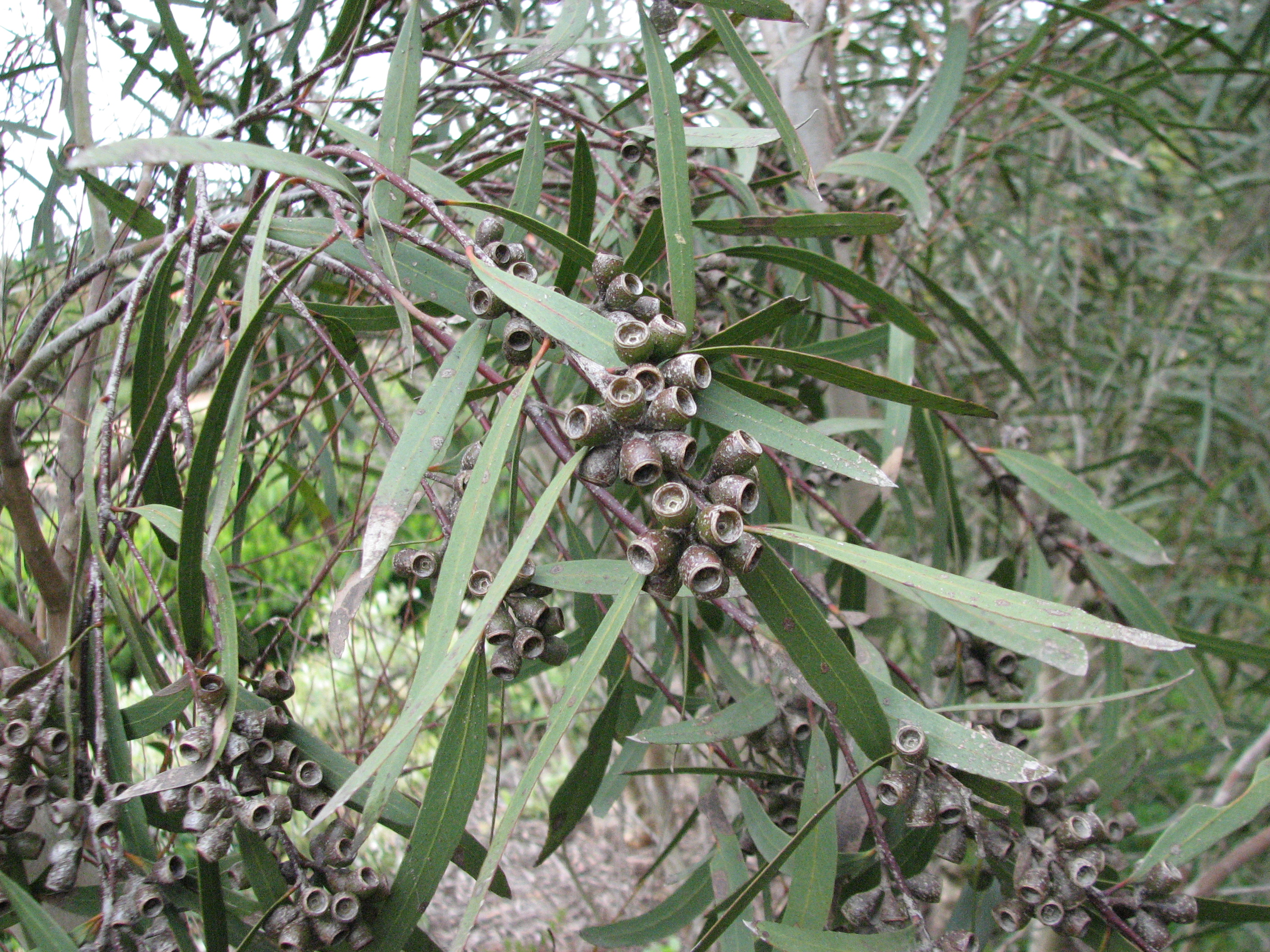
Плоды

## Значение и применение
Древесина красновато-коричневая, твёрдая.
Листья содержат эфирное эвкалиптовое масло (1,1 %), состоящее из пинена, цинеола и аромадендраля.

## Классификация

### Представители
В рамках виды выделяют несколько разновидностей:
Подвиды
- Eucalyptus viridis subsp. viridis
- Eucalyptus viridis subsp. wimmerensis (K.Rule) Brooker & Slee

Разновидности
- Eucalyptus viridis var. latiuscula Blakely
- Eucalyptus viridis var. ovata Blakely
- Eucalyptus viridis var. viridis

### Таксономия
Вид Эвкалипт зелёный входит в род Эвкалипт (Eucalyptus) подсемейства Миртовые (Myrtoideae) семейства Миртовые (Myrtaceae) порядка Миртоцветные (Myrtales).
|  |                                      |  |                                                             |                                                             |                    |  | ещё 13 семейств (согласно Системе APG II) | ещё 13 семейств (согласно Системе APG II)    |                                              |  |  |  | ещё 130 родов       | ещё 130 родов        |  |  |
|  |                                      |  |                                                             |                                                             |                    |  | ещё 13 семейств (согласно Системе APG II) | ещё 13 семейств (согласно Системе APG II)    |                                              |  |  |  | ещё 130 родов       | ещё 130 родов        |  |  |
|  |                                      |  |                                                             | порядок Миртоцветные                                        |                    |  |                                           |                                              | подсемейство Миртовые                        |  |  |  |                     | вид Эвкалипт зелёный |  |  |
|  |                                      |  |                                                             | порядок Миртоцветные                                        |                    |  |                                           |                                              | подсемейство Миртовые                        |  |  |  |                     | вид Эвкалипт зелёный |  |  |
|  | отдел Цветковые, или Покрытосеменные |  |                                                             |                                                             | семейство Миртовые |  |                                           |                                              | род Эвкалипт                                 |  |  |  |                     |                      |  |  |
|  | отдел Цветковые, или Покрытосеменные |  |                                                             |                                                             |                    |  |                                           |                                              |                                              |  |  |  |                     |                      |  |  |
|  |                                      |  | ещё 44 порядка цветковых растений (согласно Системе APG II) | ещё 44 порядка цветковых растений (согласно Системе APG II) |                    |  |                                           | ещё 1 подсемейство (согласно Системе APG II) | ещё 1 подсемейство (согласно Системе APG II) |  |  |  | ещё более 700 видов |                      |  |  |
|  |                                      |  |                                                             | ещё 44 порядка цветковых растений (согласно Системе APG II) |                    |  |                                           |                                              | ещё 1 подсемейство (согласно Системе APG II) |  |  |  |                     |                      |  |  |